# Beure (fisiologia)

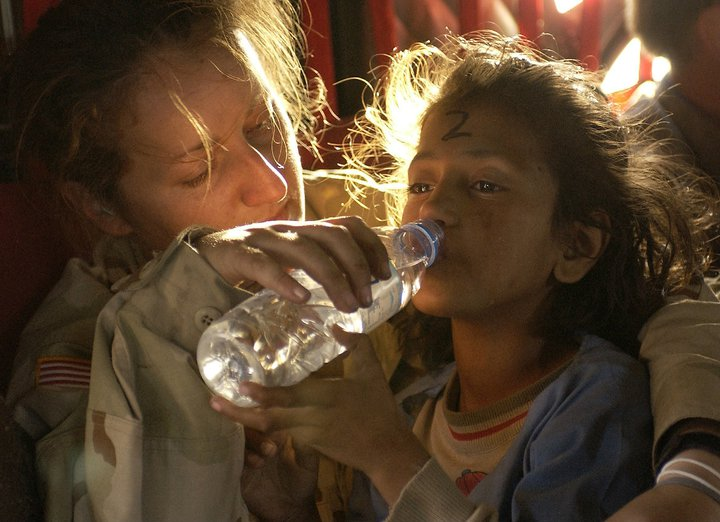
La ingesta suficient d'aigua o de líquids en correctes condicions higièniques és sobretot important en els infants.

Beure és l'acte d'ingerir aigua o altres líquids a l'organisme a través de la boca, la trompa o qualsevol altre lloc. Els éssers humans beuen per deglució, completada per peristaltisme a l'esòfag. Els processos fisiològics de beure varien molt entre altres animals.
La majoria dels animals beuen aigua per mantenir la hidratació corporal, encara que molts poden sobreviure amb l'aigua que obtenen del seu menjar. L'aigua és necessària per a molts processos fisiològics. Tant la ingesta d'aigua inadequada com (menys freqüentment) excessiva s'associen amb problemes de salut.